# Владнику де Сус (Вранча)
Владнику де Сус (рум. Vladnicu de Sus) насеље је у Румунији у округу Вранча у општини Танасоаја. Oпштина се налази на надморској висини од 242 m.

## Становништво
Према подацима из 2002. године у насељу је живело 274 становника, од којих су сви румунске националности.